# Phidippus zethus
Phidippus zethus är en spindelart som beskrevs av Edwards 2004. Phidippus zethus ingår i släktet Phidippus och familjen hoppspindlar. Inga underarter finns listade i Catalogue of Life.